# ÉS Footwear
Het Amerikaanse éS Footwear ('éS' wordt uitgesproken zoals de letter s: /ɛs/) is een bedrijf dat skateschoenen fabriceert. Het is eigendom van Sole Technology, Inc. Het populairste model is de Accel, die werd ontworpen in 1996. In 2006 verloor éS zijn beste skateboarder Eric Koston aan Lakai, vlak nadat Tom Penny en Antwuan Dixon overstapten naar Supra Footwear.

## Wedstrijden
ÉS stond bekend om het organiseren van wedstrijden in het spel Game of SKATE.

## Video's
- Menikmati (2000)